# Оберхозенбах
Оберхозенбах (њем. Oberhosenbach) општина је у њемачкој савезној држави Рајна-Палатинат. Једно је од 96 општинских средишта округа Биркенфелд. Према процјени из 2010. у општини је живјело 160 становника. Посједује регионалну шифру (AGS) 7134064.

## Географски и демографски подаци
Оберхозенбах се налази у савезној држави Рајна-Палатинат у округу Биркенфелд. Општина се налази на надморској висини од 430 метара. Површина општине износи 4,1 km². У самом мјесту је, према процјени из 2010. године, живјело 160 становника. Просјечна густина становништва износи 39 становника/km².